# Sant Pere de Figuerola
Sant Pere de Figuerola és una església romànica del municipi de Torà, a la comarca del Solsonès. És un monument protegit i inventariat dins el Patrimoni Arquitectònic Català

## Situació
L'església s'aixeca a la part obaga de la serra de Sant Donat, sota mateix de la masia-castell de Figuerola, a llevant de la vila de Torà.
Per anar-hi s'ha de prendre la pista de terra que s'inicia sota mateix de l'església de Sant Miquel de Fontanet (41° 49′ 22.2″ N, 1° 25′ 24″ E / 41.822833°N,1.42333°E) que, un cop creuat el barranc de Figuerola i donat un fort giravolt cap a llevant, s'enfila per la costa de Sant Donat fins a l'era de Figuerola amb poc més de dos kilòmetres (millor tot terreny o vehicle amb xassís alt). Des d'allí, a peu, pel costat de ponent de la masia, es baixa a la capella.

## Descripció
Edifici d'una sola nau coberta amb volta de canó i acabada l'est en un absis estirat. S'observa una diferència en les pedres utilitzades. De la meitat cap a l'oest són més petites i de la meitat cap a l'est són més grans. Això és degut segurament a unes possibles reformes. A l'extrem esquerre de la façana sud, hi ha un contrafort. En aquesta mateixa façana, hi ha l'entrada principal amb arc de mig punt adovellat. A l'absis a la part esquerra hi ha una petita obertura, i a la part dreta, encara s'observa alguna decoració llombarda. Cal dir que l'absis també presenta en una part carreus més grans i en l'altra més petits.

## Notícies històriques
Situada dins l'antic terme del castell de Figuerola, aquesta capella no va tenir mai funcions parroquials, sinó que depenia de Sant Miquel de Fontanet. Una notícia de l'any 1025 fa referència a una església dedicada a Sant Feliu però és possible que es refereixi a Sant Pere.